# أوسكار هان (نحات)
أوسكار هان (بالرومانية: Oscar Han) هو نحات روماني، ولد في 3 ديسمبر 1891 في بوخارست في رومانيا، وتوفي بنفس المكان في 17 فبراير 1976.